# Esgrima nos Jogos Olímpicos de Verão de 2024 - Espada por equipes feminino
A competição da espada por equipes feminino da esgrima nos Jogos Olímpicos de Verão de 2024 ocorreu em 30 de julho de 2024 no Grand Palais, em Paris, na França. Um total de 32 esgrimistas de 8 Comitês Olímpicos Nacionais (CON) participaram do evento.

## Qualificação
Cada CON poderia inscrever uma equipe de três esgrimistas no evento, com uma esgrimista adicional reserva. Essas esgrimistas também se qualificaram automaticamente para o evento individual.
Existiam oito vagas disponíveis para a espada por equipes feminino, sendo alocadas de acordo com o ranking mundial por equipes da Federação Internacional de Esgrima (FIE). As quatro primeiras colocadas, independentemente da zona geográfica, se qualificaram diretamente (Itália, Coreia do Sul, Polônia e França). As próximas quatro vagas foram alocadas para que cada continente fosse representado, desde que o CON estivesse entre os 16 primeiros no ranking. As vagas foram para a China (Ásia/Oceania), Estados Unidos (Américas), Egito (África) e Ucrânia (Europa).

## Formato
O torneio continuou a usar o formato de chaves de eliminação única, com jogos de classificação para definir todas as posições. Cada equipe compete com três esgrimistas em que todas se enfrentam, totalizando nove lutas de três minutos; a equipe vencedora é aquela que atingir primeiro o total de 45 pontos ou que estiver na liderança após o término das nove lutas.

## Calendário
Horário local (UTC+2)
| Data                | Tempo                         | Fase                                                                                              |
| ------------------- | ----------------------------- | ------------------------------------------------------------------------------------------------- |
| 30 de julho de 2024 | 14:20 16:40 17:30 20:20 21:20 | Quartas de final Semifinais Disputa pelo 7º lugar Disputa pelo 5º lugar Disputa pelo bronze Final |

## Medalhistas
|  | ITA Itália                                                     |  | FRA França                                                                     |  | POL Polônia                                                                         |
|  | Rossella Fiamingo Giulia Rizzi Mara Navarria Alberta Santuccio |  | Coraline Vitalis Marie-Florence Candassamy Alexandra Louis-Marie Auriane Mallo |  | Alicja Klasik Renata Knapik-Miazga Aleksandra Jarecka Martyna Swatowska-Wenglarczyk |

## Resultados
A competição foi disputada em formato eliminatório direto em apenas um dia, até a definição das medalhistas.
|  | Quartas de final   | Quartas de final |             |    | Semifinais          | Semifinais          |  |  | Final | Final |
|  |                    |                  |             |    |                     |                     |  |  |       |       |
|  |                    |                  |             |    |                     |                     |  |  |       |       |
|  |                    |                  |             |    |                     |                     |  |  |       |       |
|  | ITA Itália         | 39               |             |    |                     |                     |  |  |       |       |
|  | ITA Itália         | 39               |             |    |                     |                     |  |  |       |       |
|  | EGY Egito          | 26               |             |    |                     |                     |  |  |       |       |
|  | EGY Egito          | 26               | ITA Itália  | 45 |                     |                     |  |  |       |       |
|  |                    |                  | ITA Itália  | 45 |                     |                     |  |  |       |       |
|  |                    | CHN China        | 24          |    |                     |                     |  |  |       |       |
|  | CHN China          | CHN China        | 24          | 45 |                     |                     |  |  |       |       |
|  | CHN China          |                  |             | 45 |                     |                     |  |  |       |       |
|  | UKR Ucrânia        | 41               |             |    |                     |                     |  |  |       |       |
|  | UKR Ucrânia        | 41               | ITA Itália  | 30 |                     |                     |  |  |       |       |
|  |                    |                  | ITA Itália  | 30 |                     |                     |  |  |       |       |
|  |                    | FRA França       | 29          |    |                     |                     |  |  |       |       |
|  | POL Polônia        | FRA França       | 29          | 31 |                     |                     |  |  |       |       |
|  | POL Polônia        |                  |             | 31 |                     |                     |  |  |       |       |
|  | USA Estados Unidos | 29               |             |    |                     |                     |  |  |       |       |
|  | USA Estados Unidos | 29               | POL Polônia | 39 |                     |                     |  |  |       |       |
|  |                    |                  | POL Polônia | 39 |                     |                     |  |  |       |       |
|  |                    | FRA França       | 45          |    | Disputa pelo bronze | Disputa pelo bronze |  |  |       |       |
|  | FRA França         | FRA França       | 45          | 37 | Disputa pelo bronze | Disputa pelo bronze |  |  |       |       |
|  | FRA França         |                  |             | 37 |                     |                     |  |  |       |       |
|  | KOR Coreia do Sul  | 31               |             |    |                     |                     |  |  |       |       |
|  | KOR Coreia do Sul  | 31               | CHN China   | 31 |                     |                     |  |  |       |       |
|  |                    |                  |             |    |                     |                     |  |  |       |       |
|  | POL Polônia        | 32               |             |    |                     |                     |  |  |       |       |
|  | POL Polônia        | 32               |             |    |                     |                     |  |  |       |       |

Classificação 5º–8º lugar
|  | Classificação 5º–8 | Classificação 5º–8 |                       |    | Disputa pelo 5º lugar | Disputa pelo 5º lugar |
|  |                    |                    |                       |    |                       |                       |
|  |                    |                    |                       |    |                       |                       |
|  |                    |                    |                       |    |                       |                       |
|  | UKR Ucrânia        | 45                 |                       |    |                       |                       |
|  | UKR Ucrânia        | 45                 |                       |    |                       |                       |
|  | EGY Egito          | 24                 |                       |    |                       |                       |
|  | EGY Egito          | 24                 | UKR Ucrânia           | 38 |                       |                       |
|  |                    |                    | UKR Ucrânia           | 38 |                       |                       |
|  |                    | KOR Coreia do Sul  | 45                    |    |                       |                       |
|  | KOR Coreia do Sul  | KOR Coreia do Sul  | 45                    | 45 |                       |                       |
|  | KOR Coreia do Sul  |                    |                       | 45 |                       |                       |
|  | USA Estados Unidos | 39                 |                       |    |                       |                       |
|  | USA Estados Unidos | 39                 | Disputa pelo 7º lugar |    |                       |                       |
|  |                    |                    |                       |    |                       |                       |
|  |                    |                    |                       |    |                       |                       |
|  |                    |                    |                       |    |                       |                       |
|  | EGY Egito          | 30                 |                       |    |                       |                       |
|  | EGY Egito          | 30                 |                       |    |                       |                       |
|  | USA Estados Unidos | 44                 |                       |    |                       |                       |

## Classificação final
| Pos.              | CON                | Esgrimistas                                                                         |
| ----------------- | ------------------ | ----------------------------------------------------------------------------------- |
| Medalha de ouro   | ITA Itália         | Mara Navarria Giulia Rizzi Alberta Santuccio Rossella Fiamingo                      |
| Medalha de prata  | FRA França         | Alexandra Louis-Marie Auriane Mallo Coraline Vitalis Marie-Florence Candassamy      |
| Medalha de bronze | POL Polônia        | Aleksandra Jarecka Alicja Klasik Renata Knapik-Miazga Martyna Swatowska-Wenglarczyk |
| 4                 | CHN China          | Sun Yiwen Tang Junyao Xu Nuo Yu Sihan                                               |
| 5                 | KOR Coreia do Sul  | Kang Young-mi Lee Hye-in Song Se-ra Choi In-jeong                                   |
| 6                 | UKR Ucrânia        | Feybi Bezhura Vlada Kharkova Olena Kryvytska Darja Varfolomyeyeva                   |
| 7                 | USA Estados Unidos | Anne Cebula Margherita Guzzi Vincenti Hadley Husisian Katharine Holmes              |
| 8                 | EGY Egito          | Nardin Ehab Shirwit Gaber Aya Hussein Loulwa Soliman                                |